# Beata (otok)
Beata (španjolski: Isla Beata) je mali otok u Dominikanskoj Republici u Karipskom moru. 
Nalazi se 7 km jugozapadno od rta Beata, najjužnije točke otoka Hispaniola. Oko 12 km jugozapadno od otoka je još jedan mali otok - Alto Velo. Politički, otok Beata pripada provinciji Pedernales u Dominikanskoj Republici. Ima približan oblik trokuta i ima 27 km2 površine. Otok je trenutno nenaseljen, povremeno dođu ribari od kopna.
Europljani su prvi put otkrili otok 1494. godine prilikom drugog putovanja Kristofora Kolumba u Novi svijet. Tamo su živjeli pripadnici indijanskog plemena Taíno. U vrijeme kontakta sa Španjolcima, Taíno su bili napredni agrikulturan narod, koji se bavio uzgojem kukuruza (maisis), manioke, duhana (tabaco) i pamuka. Ribolov je bio druga vrlo značajna gospodarska aktivnost i važan izvor prehrane, a osim toga bavili su se i lovom i sakupljanjem. Jedina uzgojena životinja bio je pas. 
Tijekom kolonijalnog razdoblja, Španjolci su na otoku uzgajali stoku, kako bi imali hranu za svoje brodove, koji su dolazili ovdje.
Površina otoka je vrlo raznolika: močvare mangrova, pješčane uvale i plaže. Veći dio unutrašnjosti pokriva suha polulistopadna šuma. Geološki je otok građen uglavnom od vapnenca, što uzrokuje eroziju razvedene površine. 
Bogat je životinjskim vrstama poput ptica i gmazova.